# ДОТ № 582 (КиУР)

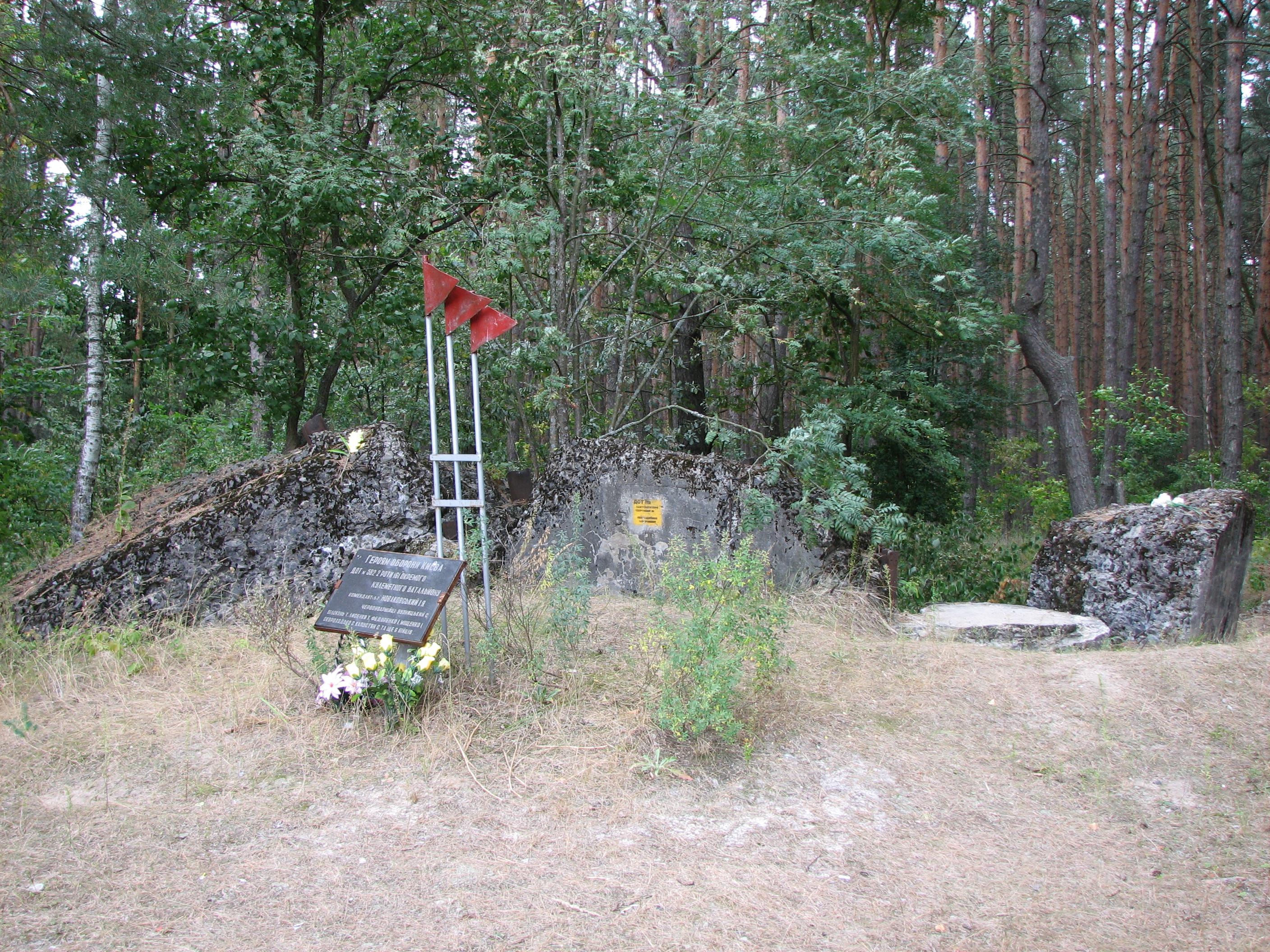
Руїни ДОТ № 582

50°42′30.35″ пн. ш. 30°23′05.36″ сх. д. / 50.7084306° пн. ш. 30.3848222° сх. д.
ДОТ № 582  (також відомий як "ДОТ лейтенанта Новаківського") — довготривала оборонна точка, що входила до складу 21-го батальйонного району оборони (БРО) Київського укріпленого району. Руїни ДОТ розташовані в лісі на північ від села Лютіж.

## Історія

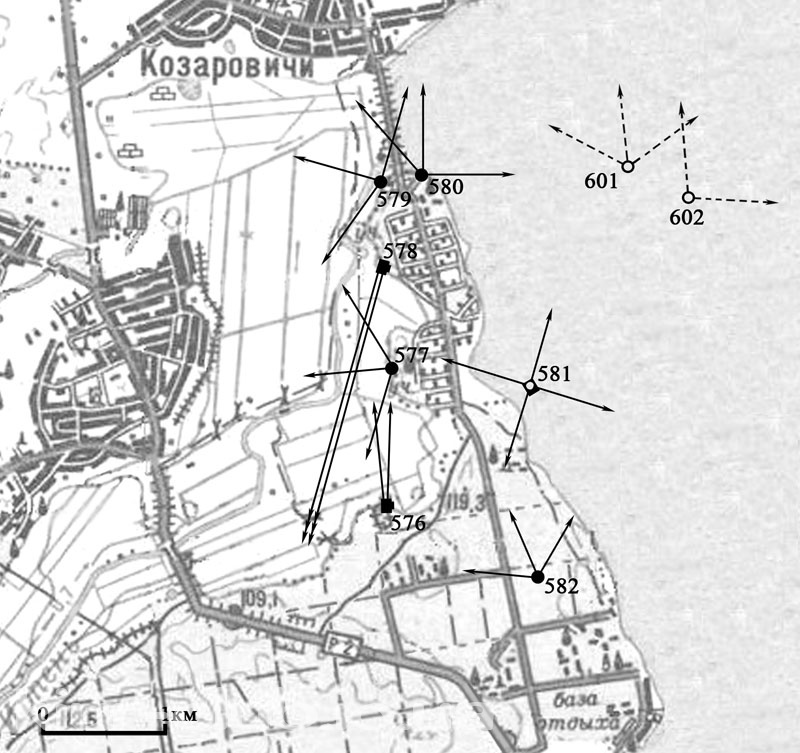
ДОТ № 582 у системі оборони 21-го БРО КиУР

Споруда була типовим залізобетонним одноповерховим трьохамбразурним ДОТ типу «М2», розрахованим на 3 станкові кулемети. ДОТ побудували у глибині оборони для підтримки оборонних споруд на передньому краї (як наприклад ДОТ № 580).
ДОТ брав участь у Німецько-радянській війні, гарнізон складався із військовослужбовців 161-го окремого кулеметного батальйону КиУР під командуванням лейтенанта Івана Новаківського. До 24-25 серпня 1941 року оборонна точка знаходилася у тилу радянських військ, фронт пролягав західніше. Під час другого штурму КиУР, що розпочався 16 вересня 1941 року, ДОТ № 582 мав перший бойовий контакт із супротивником рано вранці 18 вересня, коли 296-та піхотна дивізія німців розпочала штурм КиУР на даному відтинку. Гарнізон під командуванням лейтенанта Івана Новаківського прийняв бій з німецькими частинами, що наступали на Київ, і оборонявся доти, доки німцям не вдалося підірвати оборонну споруду. Опівдні 18 вересня Іван Новаківський та 14 бійців потрапили в полон. У ці ж години війська 37-ї армії Південно-Західного фронту розпочали за наказом відхід з КиУР та міста Київ.

## Сьогодення
На узбіччі дороги є вказівник в напрямку ДОТ. У 2006 році було встановлено меморіальну дошку з іменами полеглих солдат. Станом на 2013 рік територія навколо ДОТ доглянута, покладено квіти. 

## Галерея

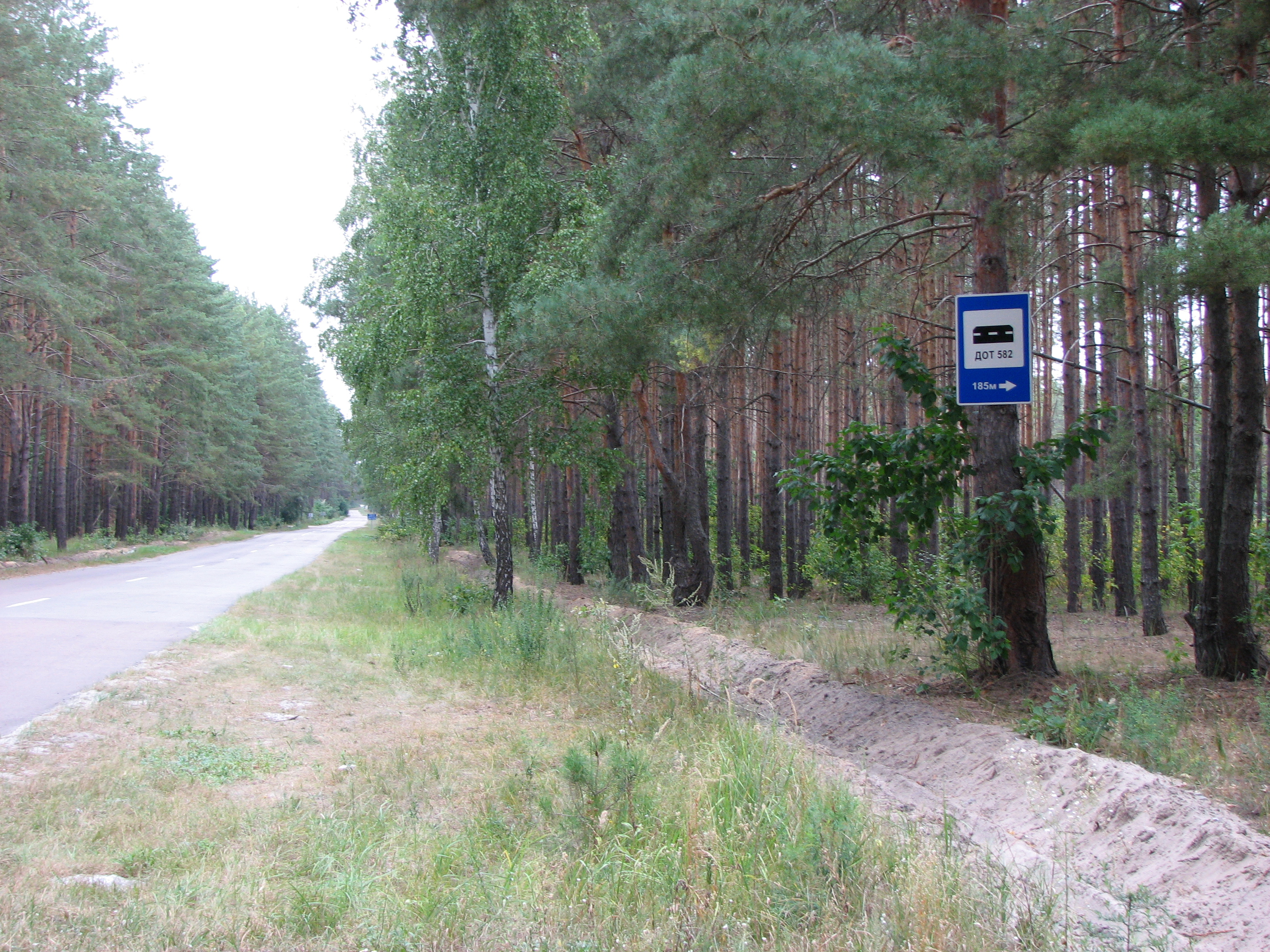
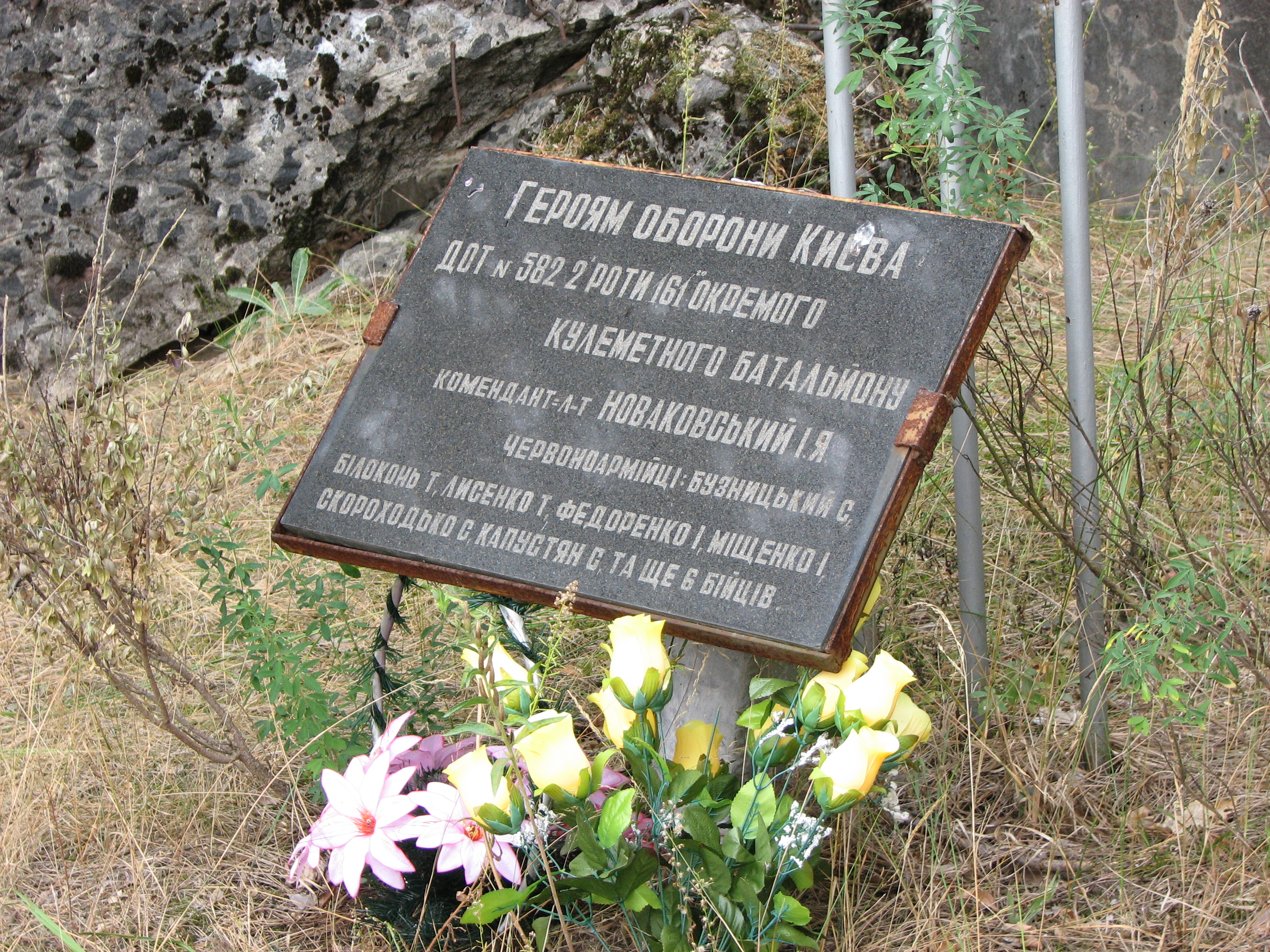
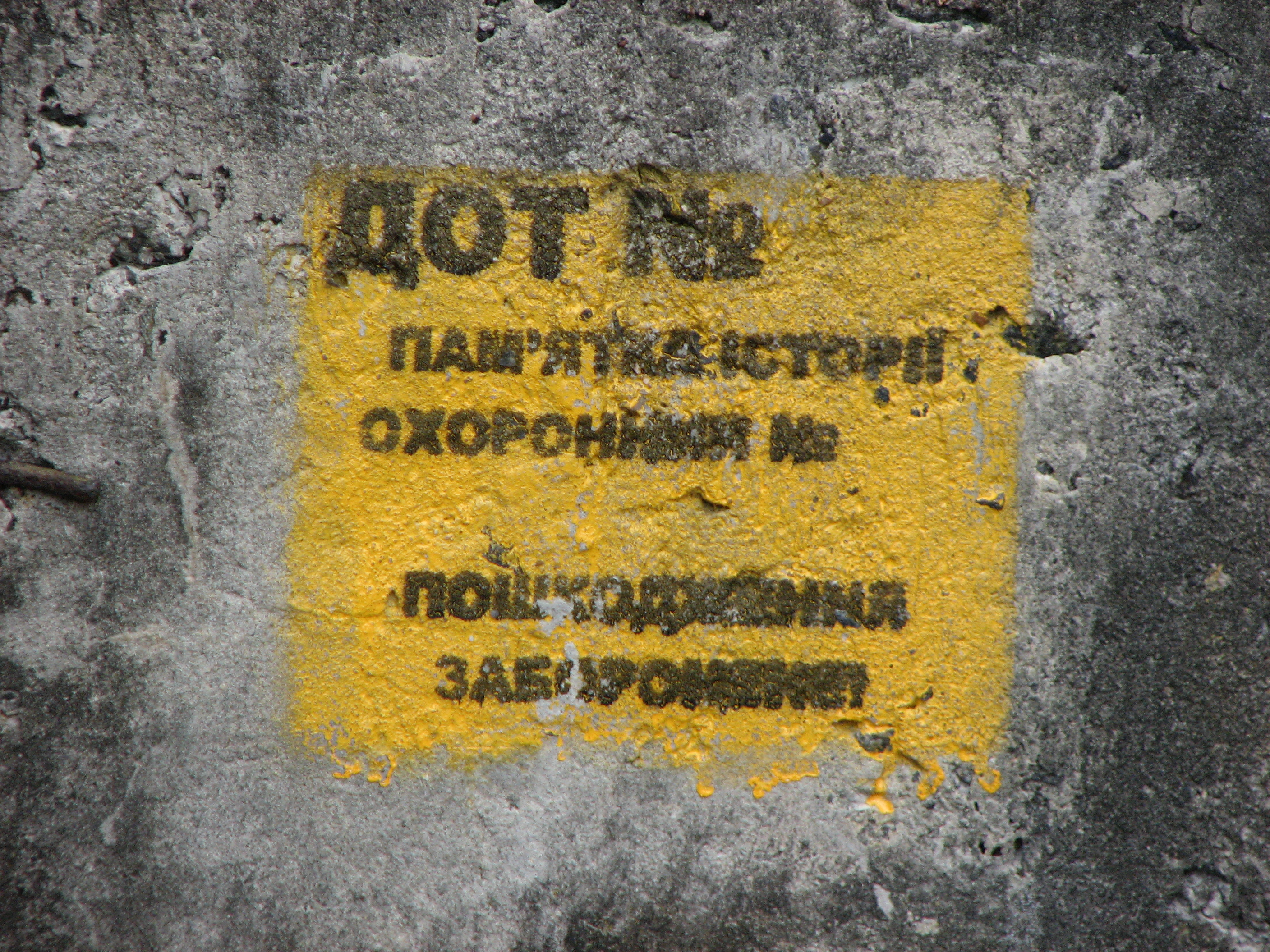
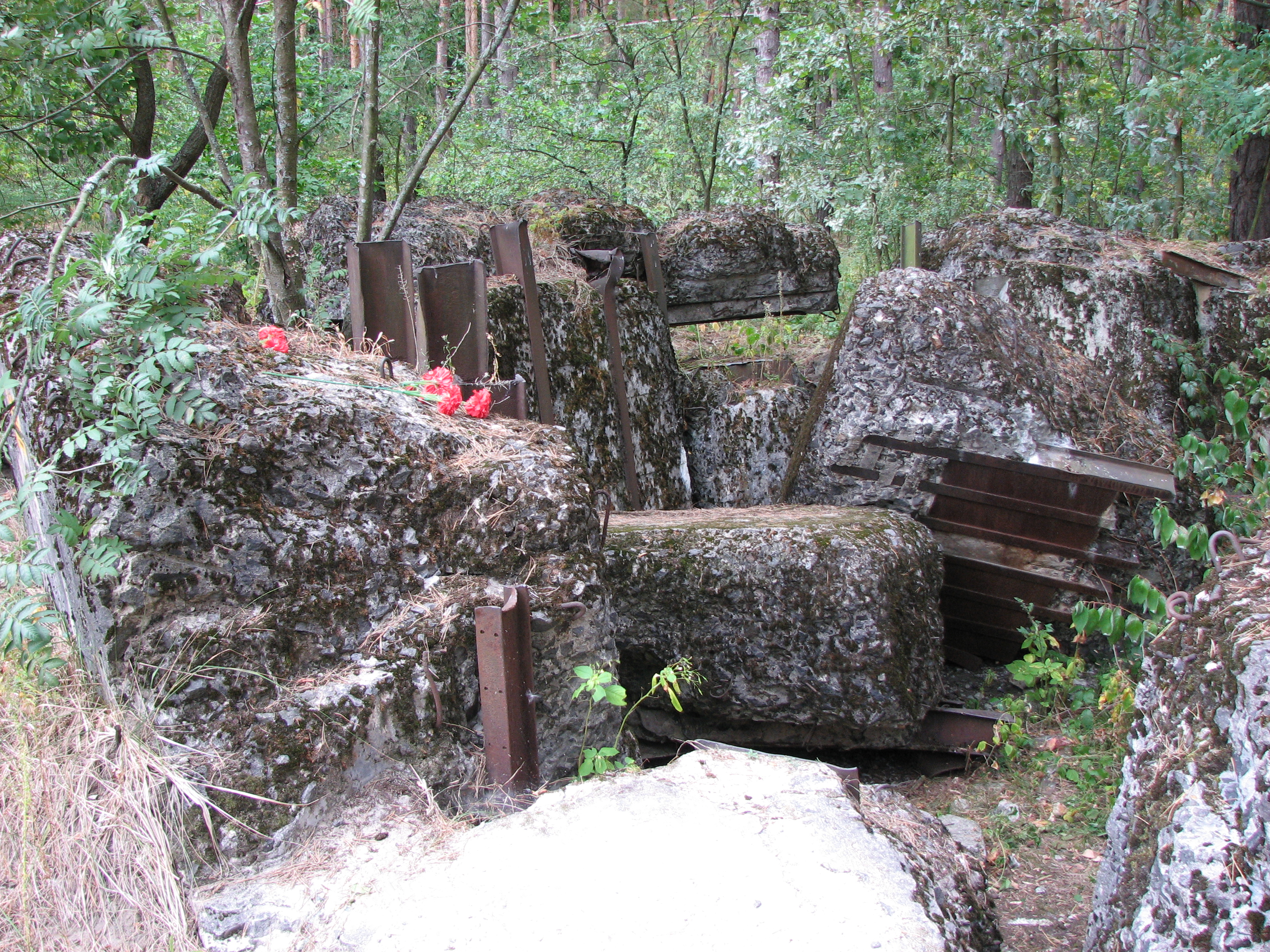
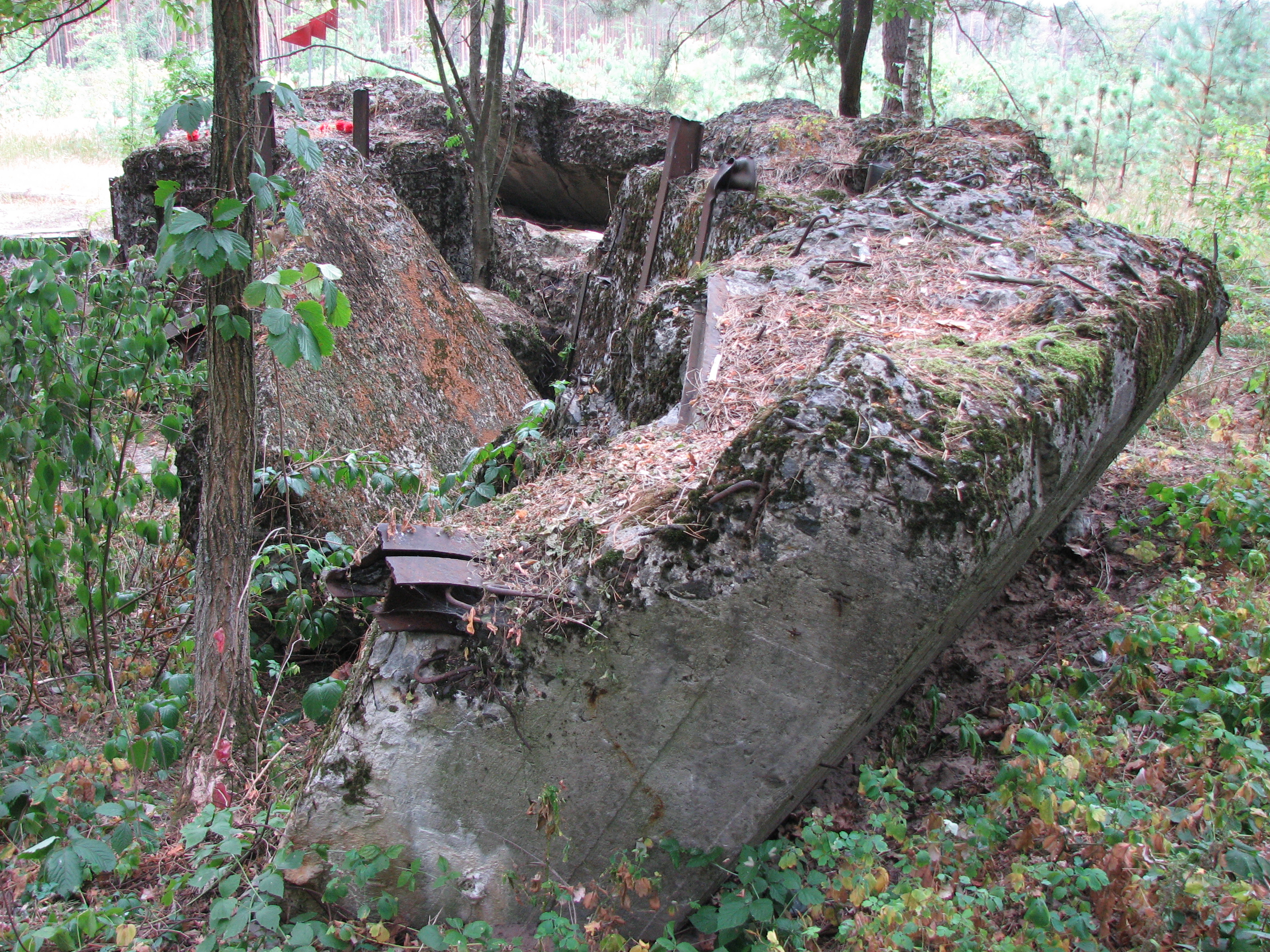

## Дивись також
- ДОТ № 552/553 (КиУР)
- ДОТ № 554 (КиУР)
- ДОТ № 580 (КиУР)
- ДОТ № 581 (КиУР)
- Список ДОТів КиУРа
- Баришівський котел
- Битва за Київ (1941)